# Relicina kurandensis
Relicina kurandensis är en lavart som beskrevs av Elix. Relicina kurandensis ingår i släktet Relicina och familjen Parmeliaceae.   Inga underarter finns listade i Catalogue of Life.